# Birk Risa
Birk Risa, född 13 februari 1998, är en norsk fotbollsspelare som spelar för New York City FC.

## Karriär
I juli 2014 värvades Risa av tyska Köln. Risa gjorde sin Bundesliga-debut för Köln den 10 december 2017 i en 4–3-förlust mot Freiburg, där han blev inbytt i den 72:a minuten mot Konstantin Rausch.
I mars 2018 värvades Risa av Odd, där han skrev på ett fyraårskontrakt. Risa gjorde sin Eliteserien-debut den 2 april 2018 i en 1–1-match mot Rosenborg. Den 6 oktober 2020 värvades Risa av Molde, där han skrev på ett kontrakt över säsongen 2023.
Den 17 juli 2023 värvades Risa av Major League Soccer-klubben New York City FC, där han skrev på ett 2,5-årskontrakt.